# Contea di Zhen'an
La contea di Zhen'an (镇安县S, Zhèn'ān XiànP) è una contea della Cina, situata nella provincia dello Shaanxi e amministrata dalla prefettura di Shangluo.